# يان راسيل (لاعب دوري الرغبي)
يان راسيل (بالإنجليزية: Ian Russell) هو لاعب دوري الرغبي أسترالي، ولد في 10 أغسطس 1965 في أستراليا.